# Mauro Vieira

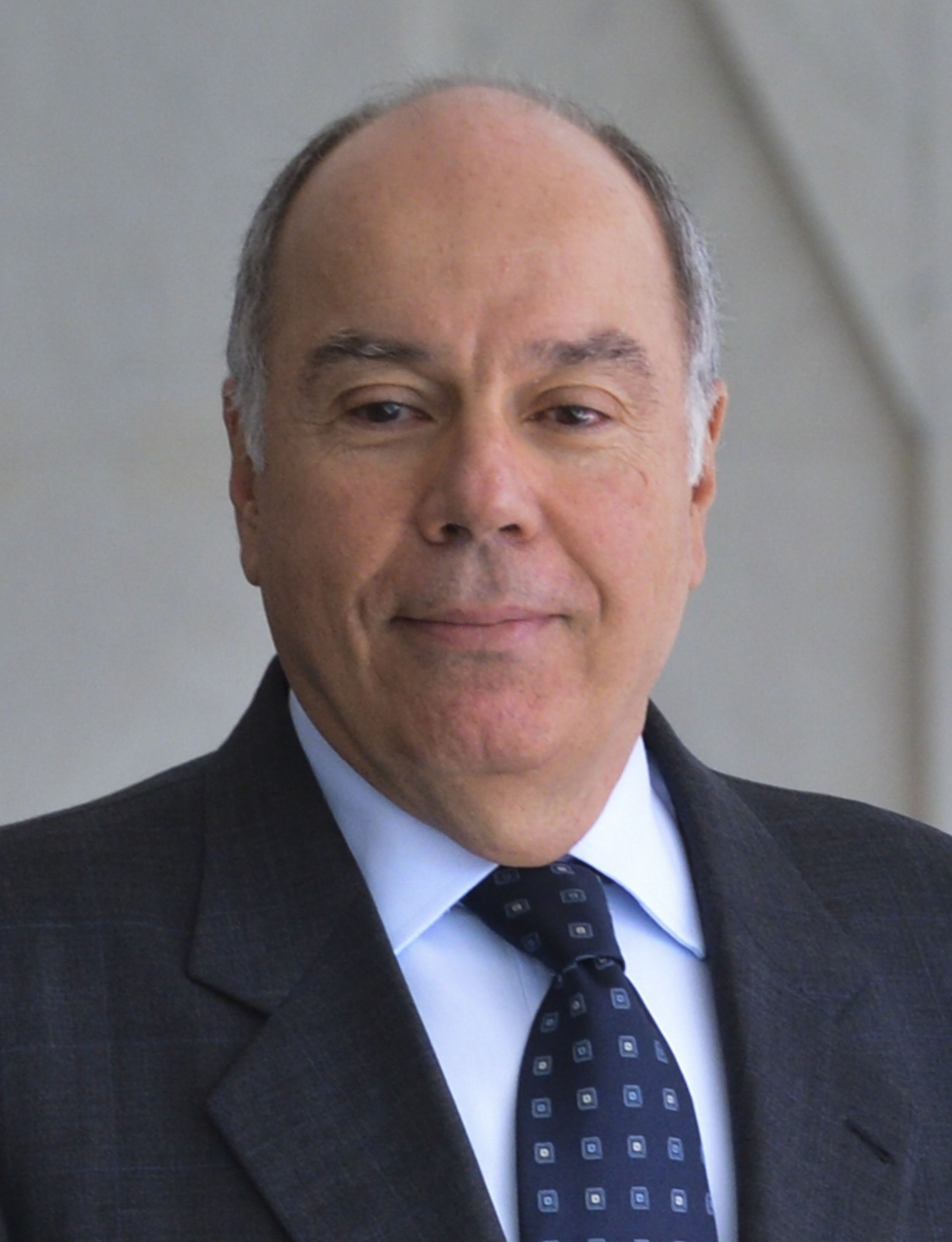
Mauro Vieira (2015)

Mauro Luiz Iecker Vieira (* 15. Februar 1951 in Rio de Janeiro) ist ein brasilianischer Diplomat, der seit dem 1. Januar 2023 als Außenminister Brasiliens unter Präsident Luiz Inácio Lula da Silva amtiert. Vieira bekleidete das gleiche Amt zwischen 2015 und 2016 bereits unter Dilma Rousseff.

## Laufbahn
Vieira studierte Jura an der Universidade Federal Fluminense und erhielt 1974 einen Abschluss vom Rio-Branco-Institut, der wichtigsten Diplomatenschmiede Brasiliens. Als Berufsdiplomat war er von 1978 bis 1982 als Mitarbeiter an der brasilianischen Botschaft in Washington, D.C., und von 1982 bis 1985 an der brasilianischen Mission bei der Lateinamerikanischen Integrationsvereinigung (ALADI) in Montevideo tätig. Später war er als Diplomat in Mexiko-Stadt (1990–1992) und an der brasilianischen Botschaft in Paris (1995–1999) tätig.
Er wurde von 2004 bis 2010 zum Botschafter Brasiliens in Argentinien in Buenos Aires ernannt und war danach brasilianischer Botschafter in den Vereinigten Staaten, bis Präsidentin Dilma Rousseff am 31. Dezember 2014 seine Ernennung zum Außenminister bekannt gab. Er übte dieses Amt bis Mai 2016 aus, als er von José Serra abgelöst wurde. Danach war er Ständiger Vertreter Brasiliens bei den Vereinten Nationen (2016–2020) und Botschafter in Kroatien (2020–2022).
Vieira wurde Anfang 2023 unter der Regierung von Luiz Inácio Lula da Silva erneut zum Außenminister von Brasilien ernannt. Im Dezember 2023 äußerte er sich ablehnend gegenüber einer Verhaftung von Wladimir Putin, wenn dieser den Boden Brasiliens betritt, trotz eines Haftbefehls des Internationalen Strafgerichtshofs.